# Kerblík
Kerblík (Anthriscus) je rod rostlin, tvořený asi patnácti druhy, ze široké a poměrně uniformní čeledi miříkovitých. Pochází z jižní Evropy a Malé a Jihozápadní Asie, do zbytku Evropy a na sever Afriky se pravděpodobně rozšířil s rozmachem římské říše. Později byl zavezen i do Severní Ameriky.

## Popis
Jednoleté až vytrvalé, chlupaté nebo lysé byliny s hranatými či rýhovanými, dutými lodyhami vyrůstajícími z tenkého, vřetenovitého kořene. Jemné listy s pochvami jsou v obrysu trojúhelníkovité, bývají dvou až třínásobně zpeřené a jednotlivé úzké segmenty mají obvykle zubaté.
Oboupohlavné květy jsou uspořádány v koncových složených okolících které někdy nemají obal, vyvinuté jsou jen obalíčky. Kališní lístky jsou drobné nebo chybějí. Bělavé nebo žlutozelené, podlouhlé nebo klínovité korunní lístky jsou na vrcholu vykrojené a dovnitř ohnuté. Rozkvétají od dubna do června, opylují se hmyzem nebo samosprašně. Plody jsou štětinaté, vejčité dvounažky obsahující po dvou drobných semenech (merikarpiích) spojených plodonošem.

## Význam
Některé druhy, např. kerblík třebule, se pěstují (hlavně ve Francii, Velké Británii a Spojených státech) pro kulinářské využití. Čerstvé listy, říká se jim „francouzská petržel“. se přidávají při ochucování nebo zdobení pokrmů obsahujících zeleninu, vejce, kuřecí maso, ryby a do mnoha polévek. Ze sušených listů se vaří bylinný čaj, který chutná po anýzu a lékořici. Pro potravinářské účely se listy sklízejí ještě před květem, rostliny je možno i přirychlovat. Jiné druhy, např. kerblík lesní, se jako apofyt šíří v krajině podél cest i vodních toků a stává se významným plevelným druhem, navíc je značně odolný vůči herbicidům.

## Taxonomie
V české přírodě rostou tyto čtyři druhy rodu kerblík:
- kerblík lesklý (Anthriscus nitida) (Wahlenb.) Hazsl.
- kerblík lesní (Anthriscus sylvestris) (L.) Hoffm.
- kerblík obecný (Anthriscus caucalis) M. Bieb.
- kerblík třebule (Anthriscus cerefolium) (L.) Hoffm.

V Evropě se dále vyskytují druhy:
- Anthriscus fumarioides (Waldst. & Kit.) Spreng.
- Anthriscus nemorosa (M. Bieb.) Spreng.[1][2][3][4][5][6]

## Galerie

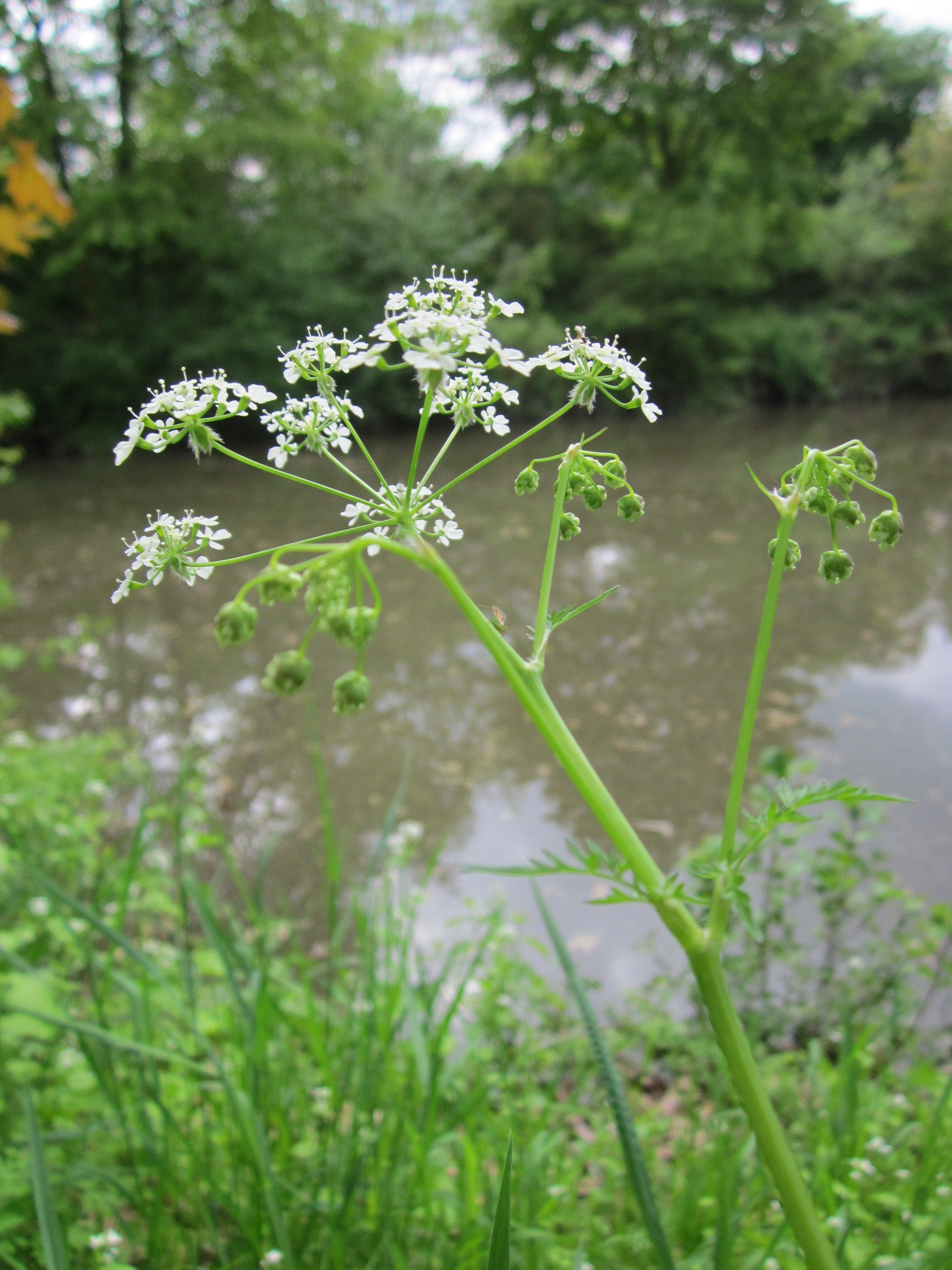
Složený okolík
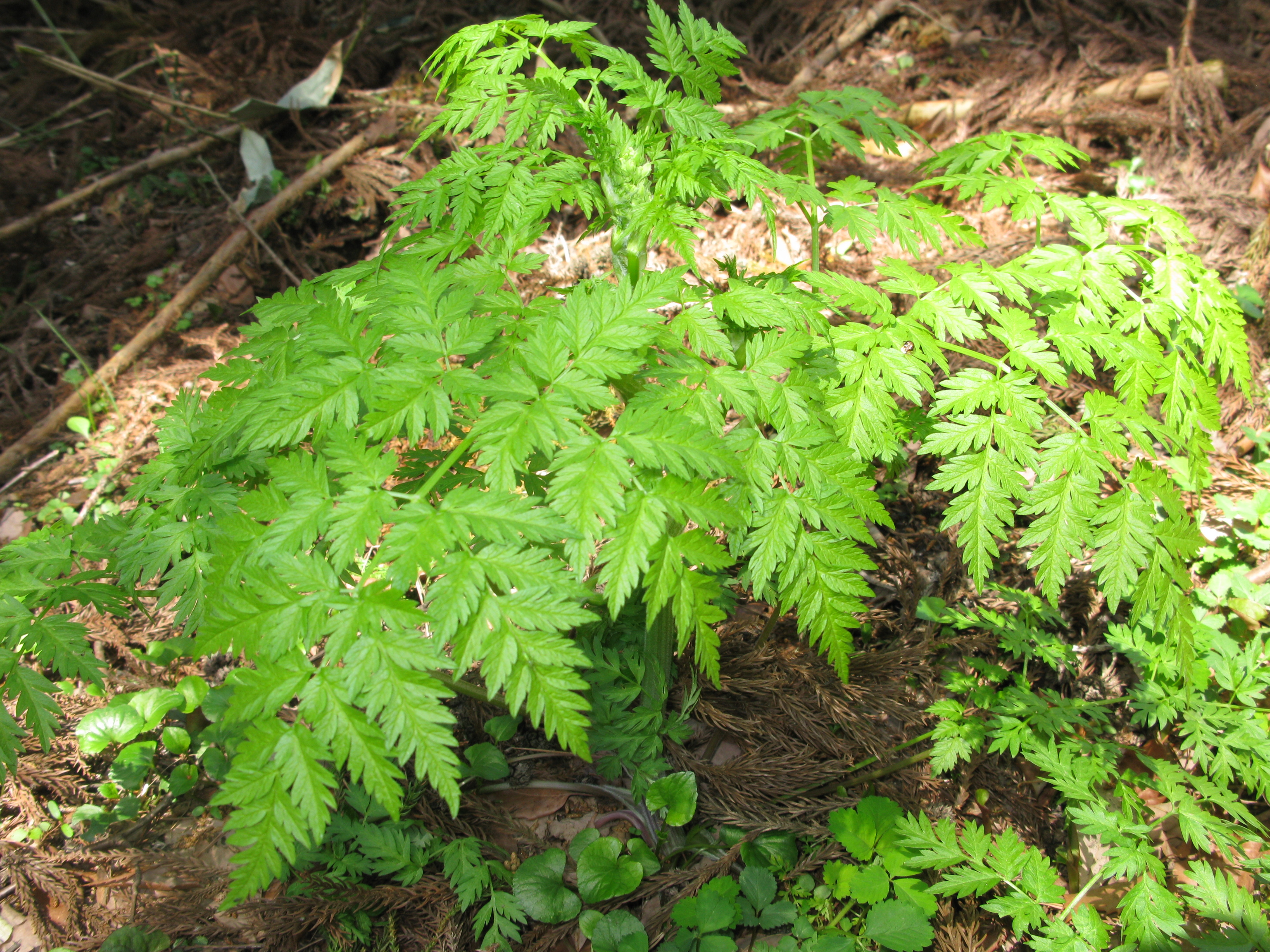
Násobně zpeřený list
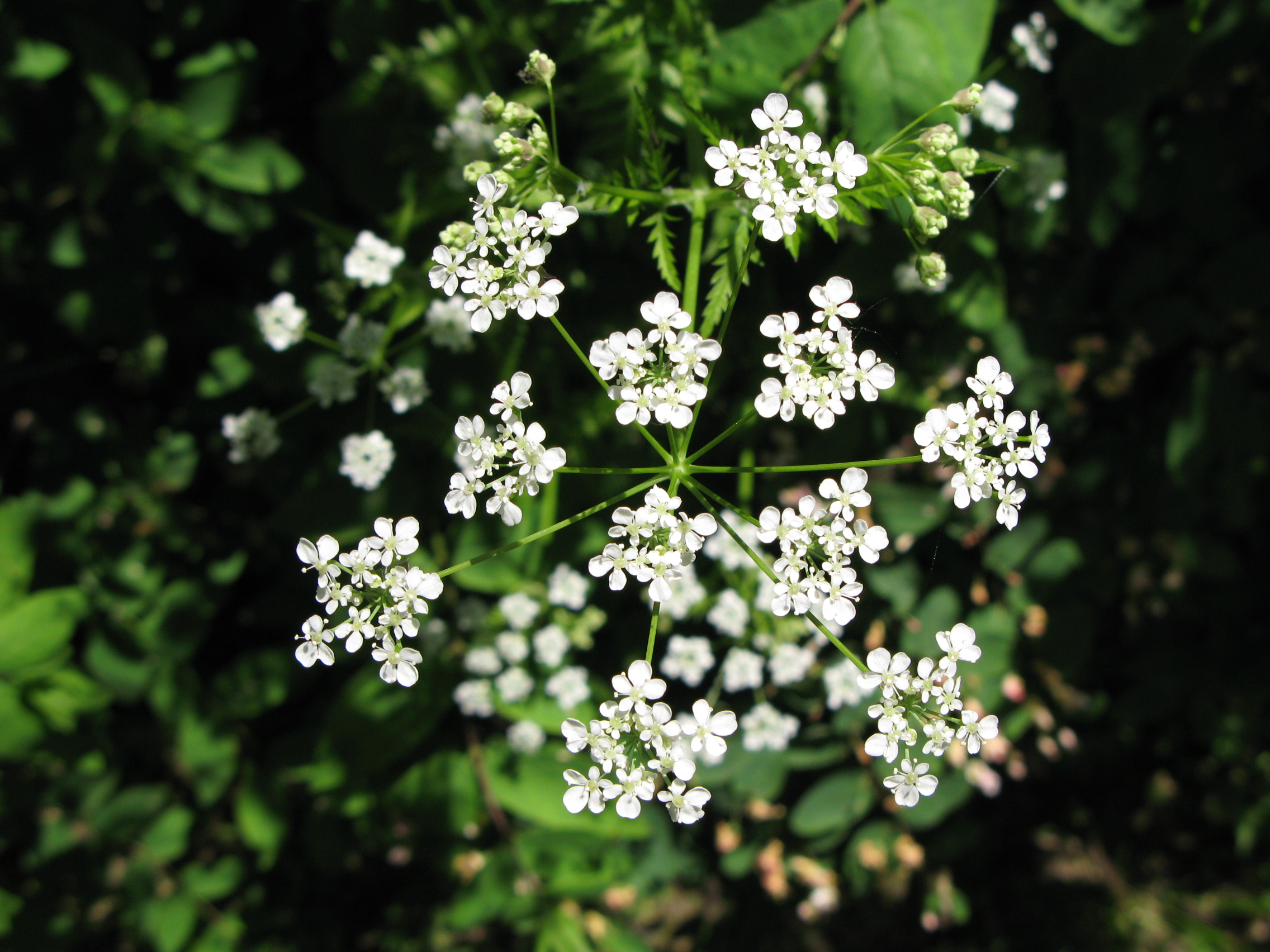
Rozkvetlé květy
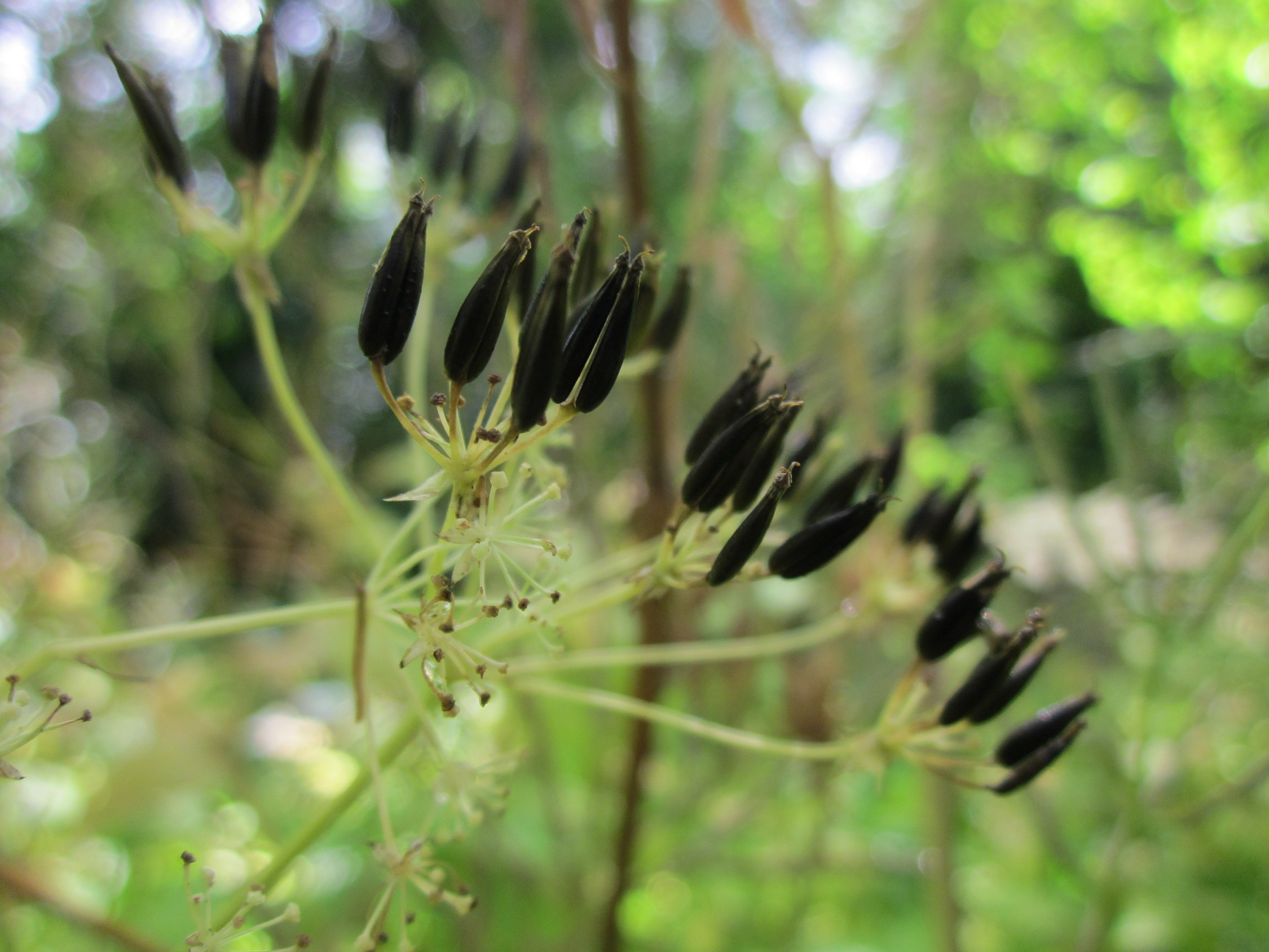
Dozrávající plody